# 羽裂楼梯草
羽裂楼梯草（学名：Elatostema monandrum f. pinnatifidum）为荨麻科楼梯草属异叶楼梯草下的一个变型。

## 扩展阅读
- 維基物種上的相關：羽裂楼梯草